# Parcul Național Cheile Bicazului - Hășmaș
|  | Despre această pagină pe scurt: Parc național localizat în Munții Hășmaș – împărțit administrativ între județele Neamț și Harghita, cu un peisaj semnificativ conturat în zona Cheilor Bicazului și a Lacului Roșu, a cărui amprentă vizuală este îmbogățită de masivul calcaros al Hășmașului Mare |

Parcul Național Cheile Bicazului-Hășmaș este o arie protejată de interes național ce corespunde categoriei a II-a IUCN (parc național), aflat în România, în arealul grupei centrale a Carpaților Orientali, în Munții Hășmaș, pe teritoriul administrativ al județelor Harghita și Neamț.

## Descriere
Are o suprafața de 6575 ha în care sunt protejate valoroase elemente geologice, geomorfologice, palentologice, botanice și peisagistice, precum și faunistice. Aici sunt incluse mai multe rezervații naturale – asimilate în zona de protecție integrală printre care:
- Cheile Bicazului
- Lacul Roșu
- Cheile Șugăului
- Masivul Hășmașul Mare, Piatra Singuratică - Hășmașul Negru
- Avenul Licaș

Teritoriul parcului este la rândul său cuprins în Aria de Importanță Avifaunistică Cheile Bicazului – Munții Hășmaș.

### Acces
Principala cale de acces este drumul național DN12C care leagă orașul Gheorgheni de Bicaz. Accesul spre Munții Hășmașul Mare se poate face și de pe DN12, pe la Bălan.

### Geologie și geomorfologie
Teritoriul parcului coincide în cea mai mare parte a sa cu sinclinalul Masivului Hășmaș, peste al cărui fundament cristalin se suprapune o stivă de sedimente din Mezozoic
În Paleozoic procesele orgenetice și de șariaj au împins roci mai vechi formate în Proterozoic, peste unele mai tinere formate în Cambrian. Sfârșitul Paleozoicului aduce cu el formarea unui geosinclinal, ce în Triasic este acoperit prin transgresiune de apele mării. Astfel, pe soclul cristalin preexistent (ce actual apare la periferia masivului la suprafață), în mările mezozoice s-a depus o cuvertură de conglomerate și sedimente calcaroase dure de-a lungul a 6 faze importante, întrerupte de etape terestre (când zona devenea – temporar, uscat). Aceste etape intermitente au denudat prin eroziune subaeriană grosimea sedimentelor și au modelat peisajul. Acumularea sedimentelor în geosinclinal s-a însoțit de penetrarea acestora de roci vulcanice, la fârșitul Cretacicului inferior. Speciile marine care au trăit în mările din Jurasic și Cretacic au lăsat urme sub forma fosilelor, care se găsesc din belșug în această zonă.
Altitudinea la nivelul parcului variază între 575 m (Bicaz–Chei) – 1792 m (vârful Hășmașul Mare).

## Diversitate

### Diversitate peisagistică
Peisajul Munților Hășmaș se prezintă sub forma unor culmi rotunjite calcaroase ce au aspect de peneplenă, din care se desprind sub formă de prăpastie pereții cheilor. Apa Bicazului ieșind din Lacul Roșu străbate roca în timp ce coboară o mare diferență de nivel. Peisajul aici prezintă pereți de verticali monumentali de stâncă, uneori cu arbori care cresc în mici habitate disponibile. Afluenți Bicazului și-au tăiat în zonă propriile chei – cum sunt cele ale Lapoșului, Cupașului, Șugăului și Bicăjelului, înfrumusețate de repezișuri, cascade sau serii de marmite.
Culmile acoperite de pajiști subalpine se asociază cu petice de vegetație ierboasă pe povârnișuri și terase. Puncte de belvedere se constituie din întrepătrunderi ale stâncăriilor cu pereți cvasiverticali, cu pădurile. Acestea, uneori compacte de molid sau amestecate cu fag, brad sau larice (mai rar), acoperă pante abrupte de conglomerate, în timp ce în fisurile pereților cresc uneori molizi sau pini.
În parc se regăsesc variate peisaje carstice (pereți verticali și surplombanți, turnuri (Piatra Altarului, Piatra Singuratică) și ace calcaroase, hornuri, blocuri diaclazate aproape de desprindere, vârfuri stâncoase, lapiezuri sau câmpuri de lapiezuri (Poiana Tarcău), creste, șei carstice, grohotișuri, chei, marmite de eroziune, doline, avene (Licaș), peșteri, izvoare petrifiante cu depuneri de tuf calcaros și travertin (Cheile Șugăului).

### Geodiversitate

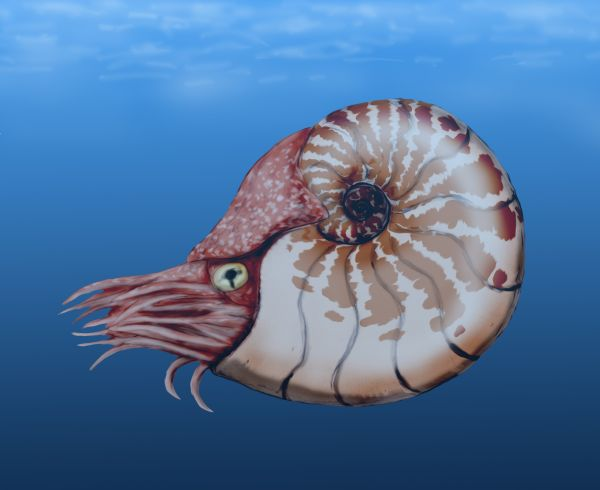
Membru al genului Cenoceras (Triasicul superior – Jurasicul mijlociu)

### Situri paleontologice
În zona parcului abundă situri paleontologice din mezozoic, în care se găsesc recife fosilizate cu amoniți, bivalve, brachiopode, gastropode, belemniți, echinoide, corali, crinoide, plante, aulacostefanide. Au fost astfel identificate areale:
- din Cretacic: valea Cherecului, vârfurile Hăghimașul Negru, Surduc, Ghilcoș
- din Jurasic: vârful și valea Ghilcoș, văile Hăghimașul Negru, Fagu Oltului, Cheia, vârfurilePotcoava, Piatra Singuratică, Suhard, pereții Cheilor Bicazului, zona Curmătura de lângă Pârâul Sec
- din Triasic: valea Hăghimașul Negru, vârful Piatra Singuratică

### Biodiversitate
Marea biodiversitate a arealului, este un rezultat al condițiilor variatelor geomorfologice, pedologice, de expunere a versanților, de microclimat, etc.
Habitate
Floră

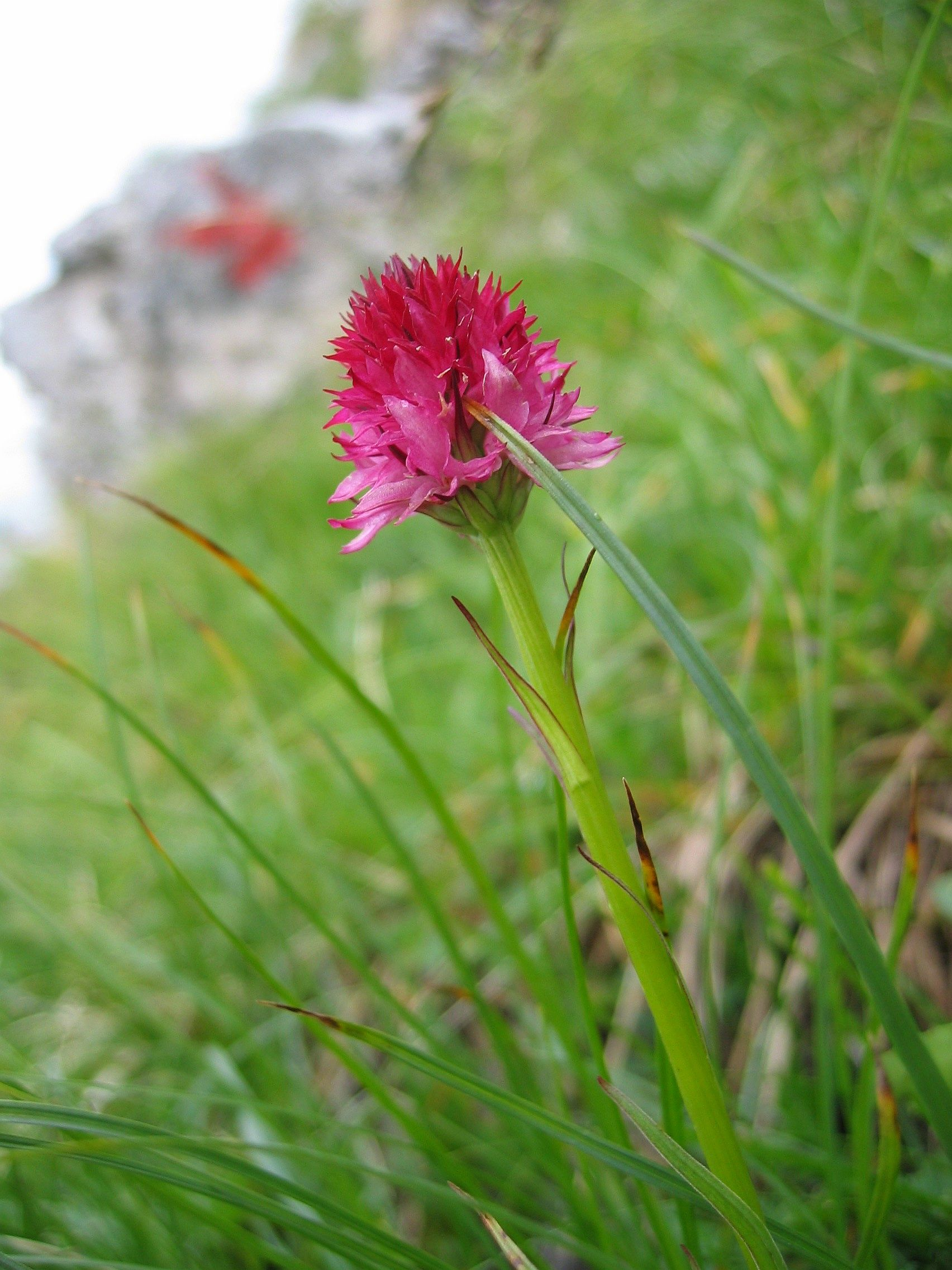
Sângele voinicului (Nigritella rubra)

- 1050 taxoni de plante superioare dintre care numeroase specii de endemisme carpatice : Astragalus pseudopurpureus, Centaurea carpatica, Dianthus spiculifolius
- Forme rare: Juniperus sabina
- Monumente ale naturii : papucul doamnei, floarea de colț, sângele voinicului etc

Faună

## Atracții turistice

### Locale
- În Stațiunea Lacu Roșu: Lacul Roșu, Vârful Suhardu Mic, Vârful Ghilcoș (Ucigașului)
- În arealul limitrof Cheilor Bicazului: Cheile Bicăjelului, Cheile Șugăului și Cheile Duruitoare
- Vârful Hășmașu Mare (1792 m), Piatra Singuratică, Poiana Albă

### De vecinătate
- Stațiunea Izvoru Mureșului: În muzeul punctului de informare din sediul administrativ al parcului situat aici, a fost realizată o colecție cu exponate paleontologice.[9]

## Istorie

### Locurile
Zona parcului a fost în general slab populată. Câteva artefacte ale unor vânători din paleolitic au fost descoperite în zona Bicaz–Chei.
Prima fotografie (dagherotipie) a Lacului Roșu a fost realizată în 1864 de Balázs Orbán, zona dezvoltându-se ca stațiune turistică mai târziu. În perioada 1920 – 1928 a funcționat până aici o mocăniță.
În 1937 se construiește aici șoseaua care leagă Transilvania de Moldova. Construcția a impus lucrări de dinamitare de pereți în Cheile Bicazului, în zonele în care aceștia se apropiau foarte mult, iar infrastructura a ocupat o parte semnificativă din albia Bicazului, afectând astfel cadrul natural originar al zonei.

### Parcul
Constituirea parcului s-a făcut în baza unui ordin de ministru în 1990, confirmat prin Legea nr.5 din 6 martie 2000 privind aprobarea Planului de amenajare a teritoriului național - Secțiunea a III-a - zone protejate, iar delimitarea s-a realizat prin Hotărârea Guvernului României Nr. 230 din 4 martie 2003, privind delimitarea rezervațiilor biosferei, parcurilor naționale și parcurilor naturale și constituirea administrațiilor acestora.
Studii de paleontologie au fost începute în zona Munților Hășmaș și a actualului parc în 1866 de Franz Herbich și, au fost continuate de alții, cum ar fi Neumayr în 1873, Vadász în 1915, Jekelius în 1921. Ulterior au apărut lucrări ale unor autori români, cum ar fi D. Patrulius, M. Pelin, C. Grasu, D. Grigore, I. Preda. Mai recent, în perioada 2007 - 2010 s-a desfășurat în arealul Munților Hășmaș – incluzând teritoriul parcului, proiectul Geo-biodiversitatea Parcului Național Cheile Bicazului - Hășmaș (GEOBIOHAS), de reevaluare a situației actuale a întregului patrimoniu natural existent în acest areal. Acesta s-a concretizat prin: inventarierea stării actuale a siturilor din masiv și din ariile limitrofe acestuia, cartări și studii geologice (petrografice, mineralogice), geotehnice, paleontologice și hidrogeologice, schițarea unui Catalog al siturilor paleontologice din masivul Hăghimaș și propuneri privind crearea unor rezervații științifice în zona vârfului Ghilcoș respectiv Hășmașul Mare.
Primele date botanice despre flora zonei apar în a doua jumătate a secolului 19, datorită lui Franz Friedrich Fronius, F. Schur, V. Janka. Cercetări cu tentă geobotanică sunt aprofundate în prima jumătate a secolului 20 de F. Pax, M. Gușuleac, E. Nyárády, R. Soó, pentru ca în a doua jumătate a secolului C. Papp, C. Bârcă, E. Eftimie, Gh. Mihai, D. Mititelu să aducă noi date privind fitocenozele locurilor. A. György, A. Kovács, V. Prepeliță și M. Doczy își aduc contribuția printr-un studiu asupra pajiștilor.

### Perspective
Managementul gestionării deșeurilor în diverse zone pune probleme greu surmontabile, localitățile de pe valea Bicazului neavând un serviciu de salubritate. Aceasta conduce la o deteriorare a calității apei precum și la afectarea aspectul dezolant al locurilor, asociate afectării florei și faunei. În plus, defrișările din zone ce nu aparțin parcului dar se află în bazinele hidrografice superioare ale apelor, conduc la generarea unor viituri puternice cu caracter dăunător.
O altă problemă este comerțul ilegal cu flori de colț sau cu stalactite și stalagmite rupte din Peștera Munticelu.
Există proiecte diverse de ameliorare a atât a facilităților de care beneficiază potențialii turiști, cât și de repoziționare a comerțului stradal din Cheile Bicazului. Unul dintre ele implică iluminarea cheilor pe timp de noapte, de la intrare și până la stațiunea Lacu Roșu. Ceea ce afectează însă major intențiile de amenajare turistică a acestor chei, este însă conflictul care durează din anii '90, privind granița dintre județele Neamț și Harghita.

## Galerie

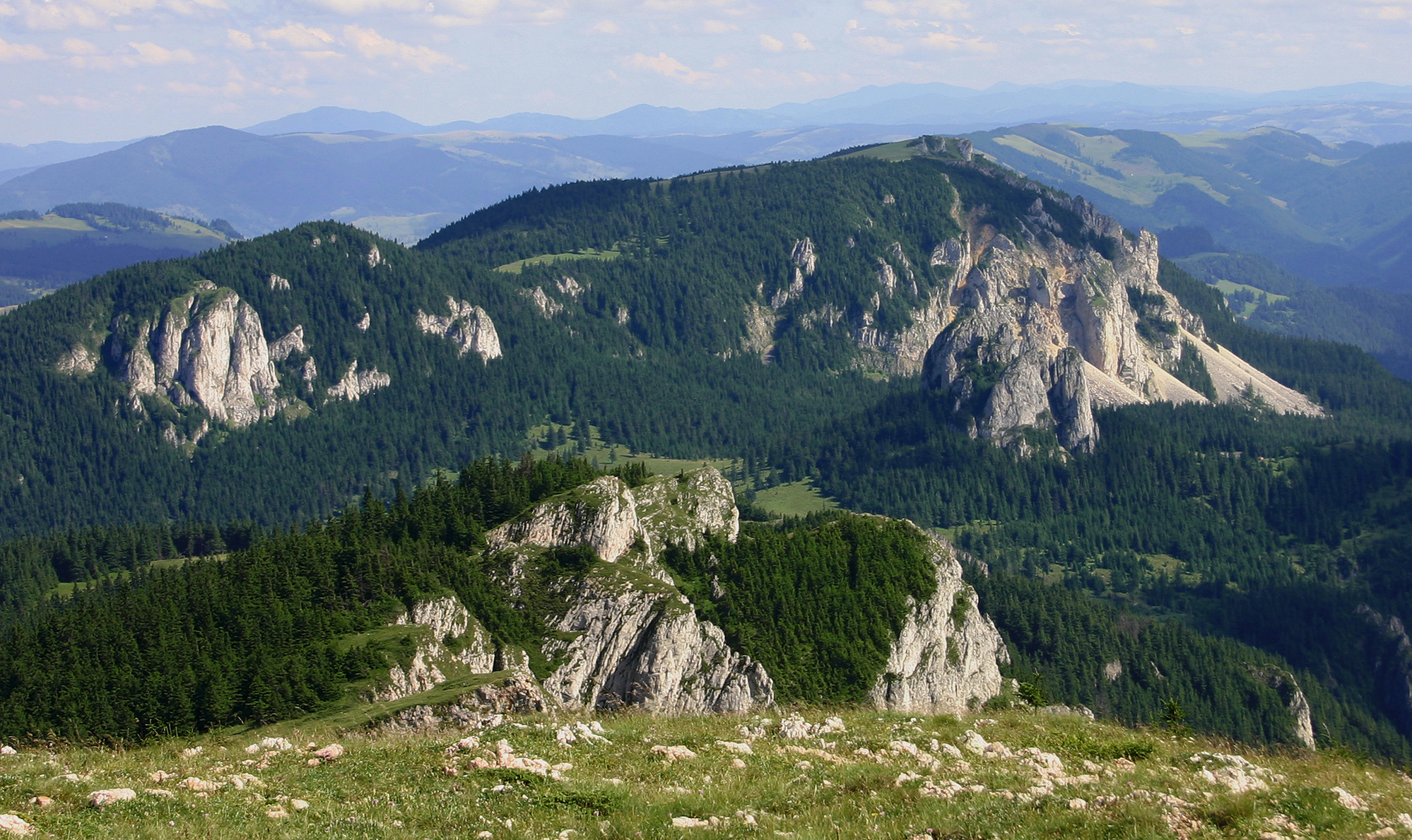
Munţii Hăşmaş
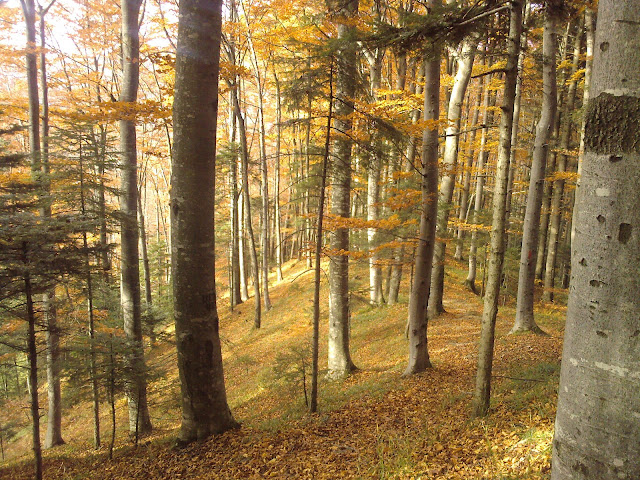
Pădure mixtă
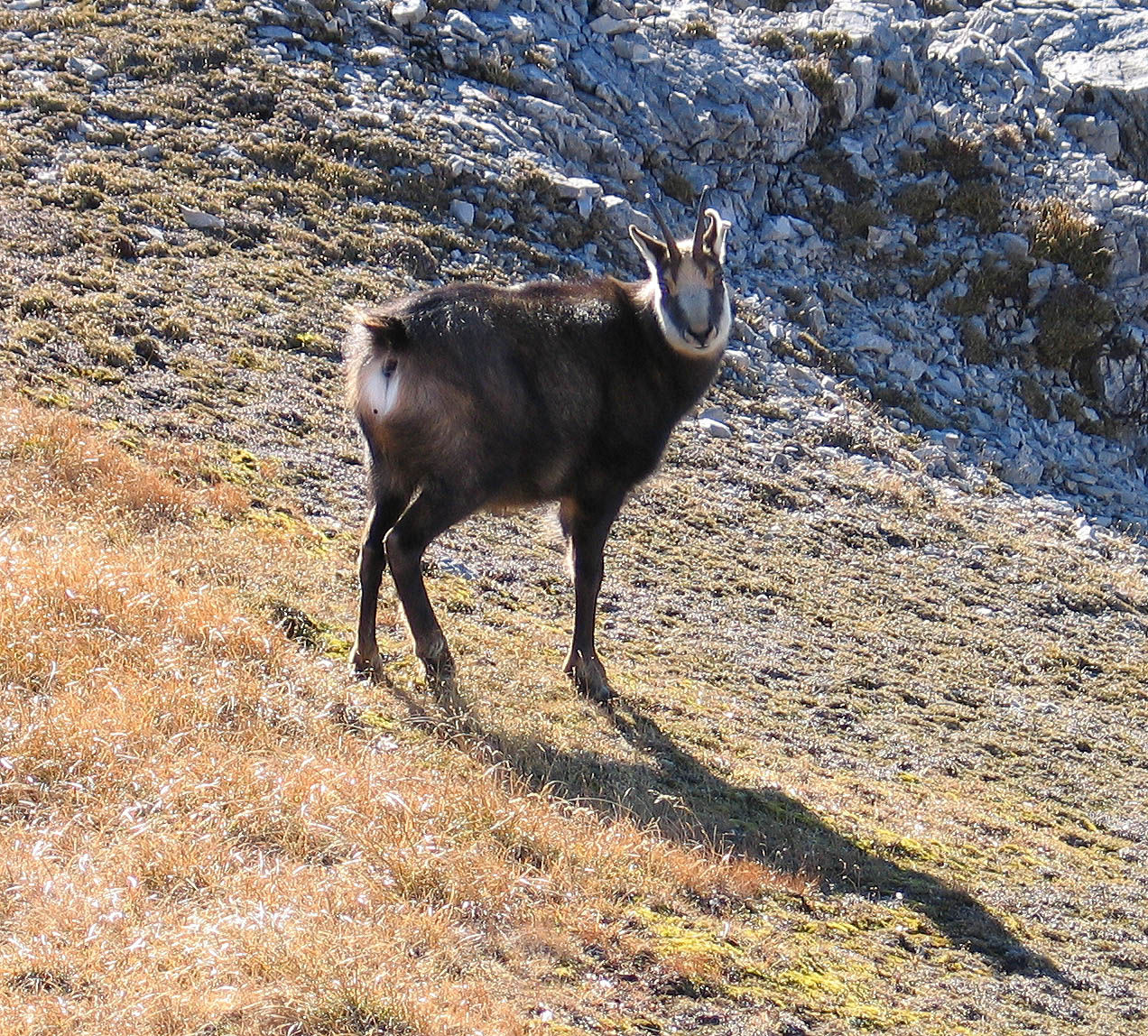
Capra Neagră Rupicapra rupicapra
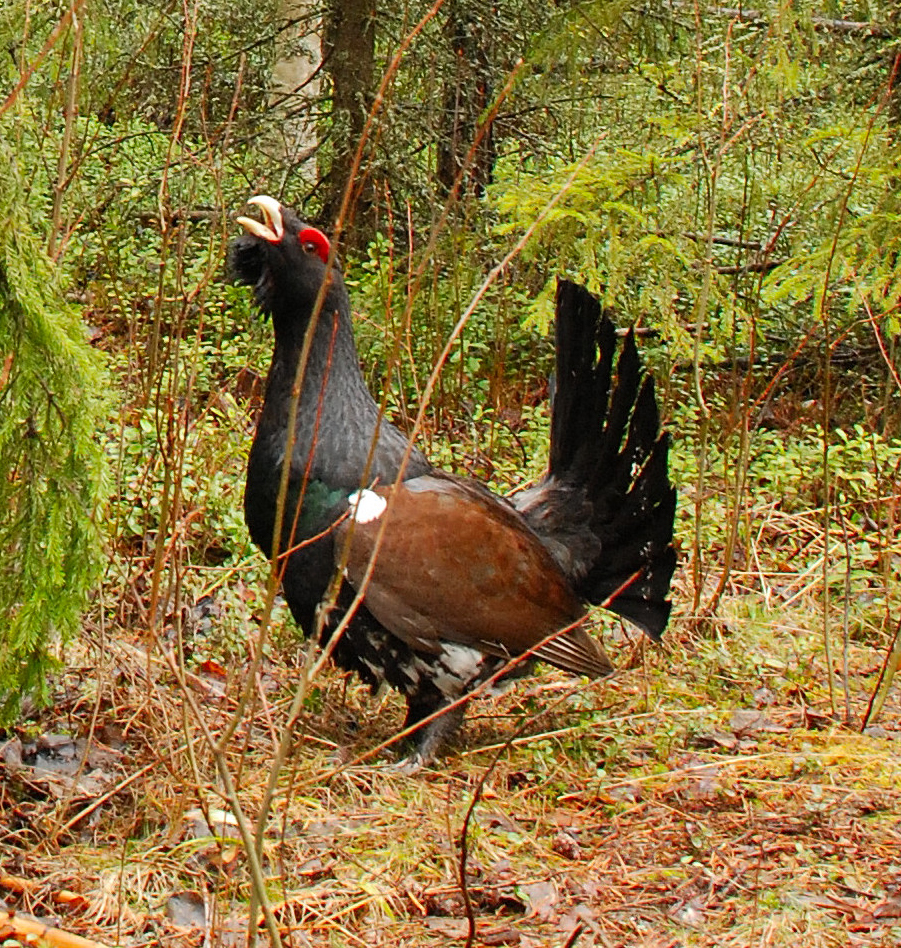
Cocoşul de Munte Tetrao urogallus
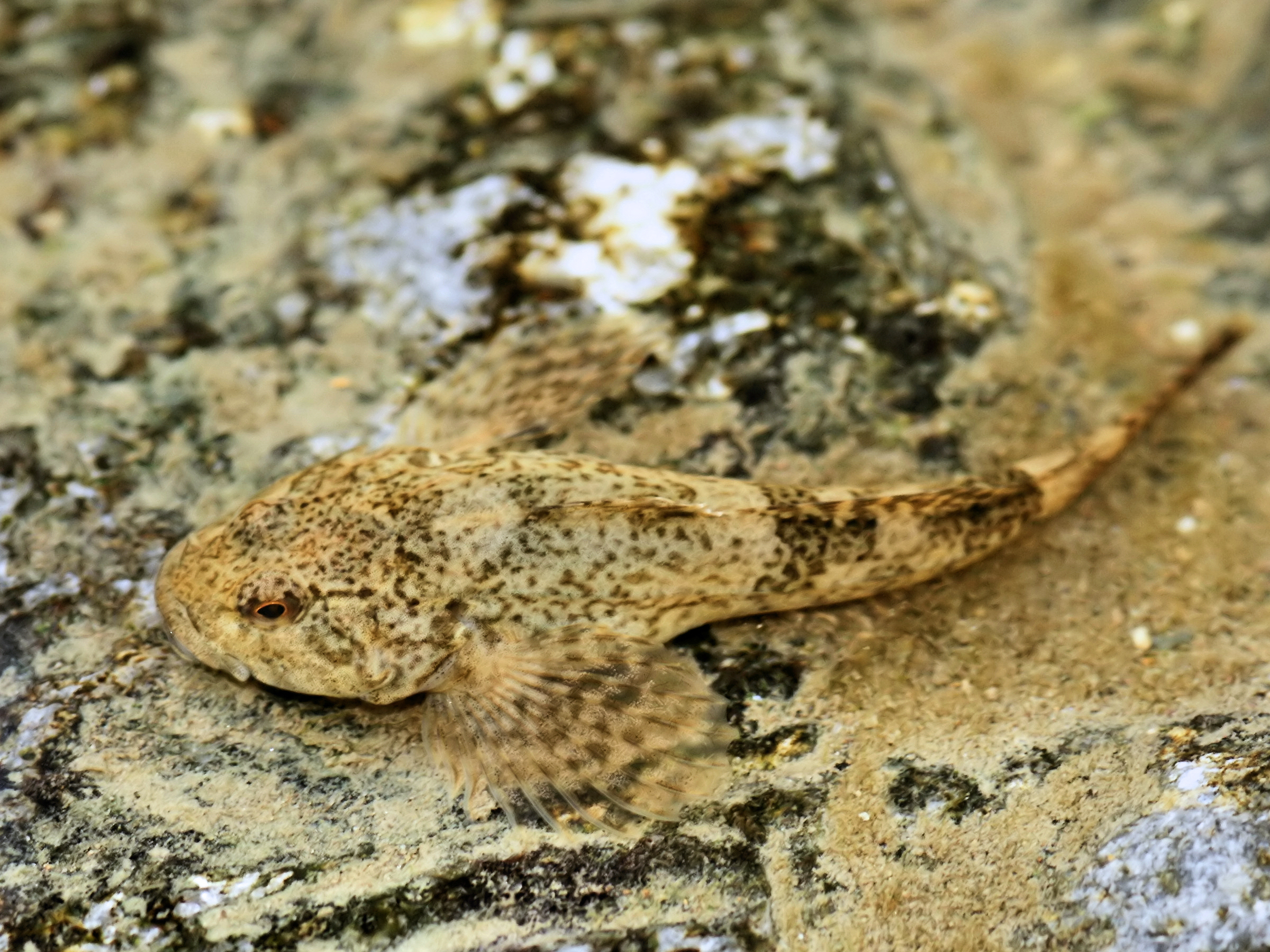
Zglăvocul Cottus gobio
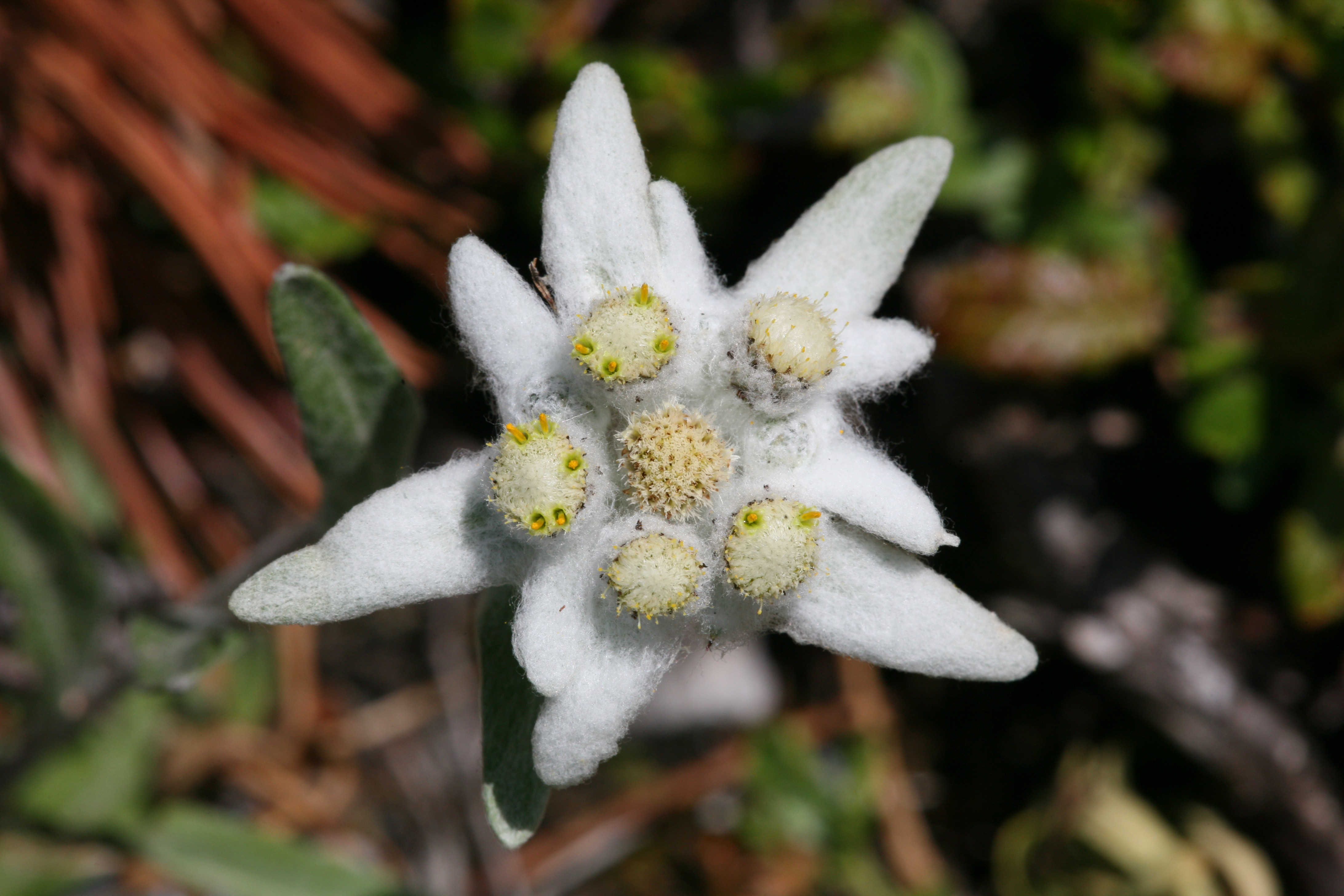
Floarea de Colţ Leontopodium alpinum
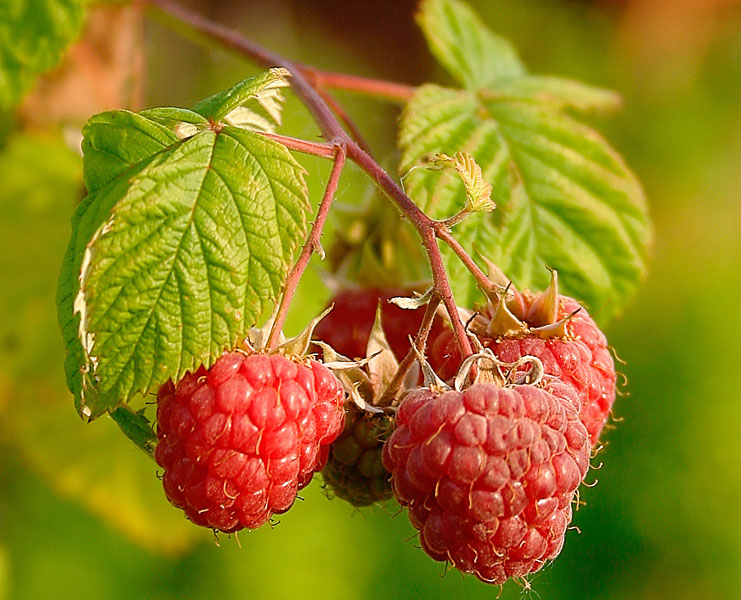
Zmeurul Rubus idaeus
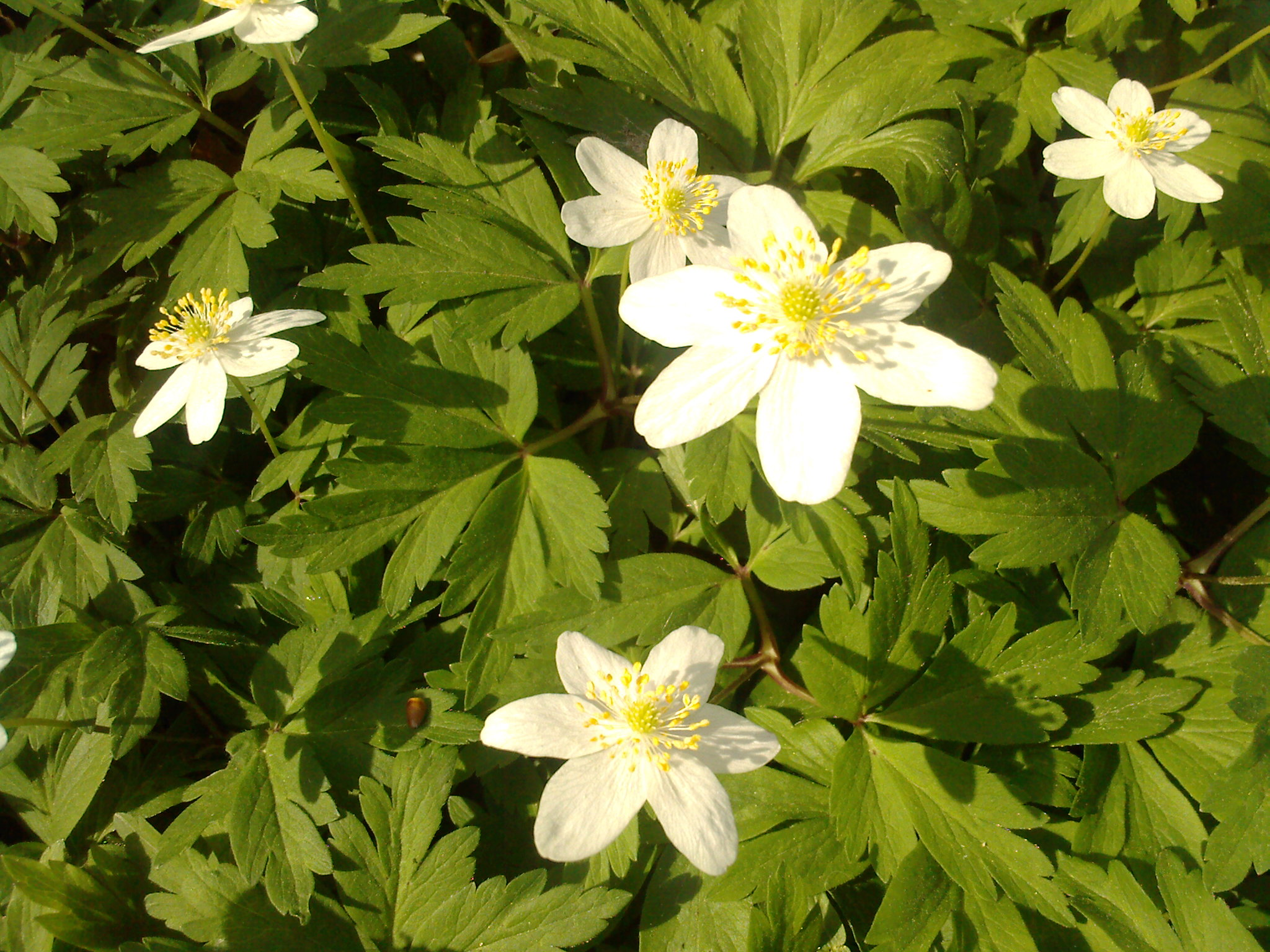
Păştiţa Anemone nemorosa